# Torre Schönberg
La Torre Schönberg è una torre di avvistamento posta a circa due kilometri a sud dell'abitato di Pfullingen, in Germania, realizzata nel 1905-1906 dall'architetto bavarese Theodor Fischer sul Massiccio del Giura svevo, nel Land del Baden-Württemberg. Collocata sullo Schönberg, un colle che raggiunge i 793 metri di altezza facente parte del cosiddetto Albtrauf (punto di cesura tra la piana del Neckar ed il Giura stesso), domina la valle del fiume Echaz.
Per la sua forma e la sua collocazione è definita nel linguaggio comune della zona Onderhos, il mutandone. Lo Schönberg è caratterizzato in sommità da un pianoro, sul cui estremo orientale è stata realizzata la torre.

## Storia e caratteristiche
Committente della Torre Schönberg fu la Schwäbischer Albverein. Già nel 1893 si erano effettuati i primi tentativi di realizzare una torre sopra lo Schönberg, ma si dovette attendere fino al 1905 per giungere al progetti di Theodor Fischer, che nell'area stava in contemporanea realizzando le Pfullinger Hallen (sale da musica e per lo sport).  La concessione edilizia venne emessa il 28 giugno 1905 dall'allora Oberamt di Reutlingen ed i lavori furono svolti tra l'agosto ed il novembre dello stesso anno dall'impresa Luipold und Schneider di Stoccarda. Il 25 marzo 1906 ebbe luogo la cerimonia di inaugurazione.
La realizzazione dell'opera costò 17.000 Goldmark.
La torre, realizzata in Calcestruzzo armato, è alta 28 metri - fondazioni incluse - e si compone di due torrette ottagonali dotate di scala per la salita e discesa dei turisti, connesse tra loro sia dal corpo d'ingresso che dalla galleria panoramica, larga 8,5 metri. I tetti delle torrette e della piattaforma d'osservazione (uniti tra loro in un'unica copertura) così come quello soprastante l'ingresso erano originariamente rivestiti da scandole in legno: solamente nel novembre 1949 si procedette alla loro sostituzione con coperture in rame, nel frattempo ossidatosi creando la caratteristica patina verde.
La particolare struttura a doppia torre è decisamente peculiare e svetta riconoscibile sul Giura svevo sottostante, caratterizzandone fortemente il paesaggio. La torre è infatti considerata il simbolo della città di Pfullingen. La torre Schönberg è raggiungibile esclusivamente a piedi, tramite percorsi non sempre del tutto agevoli, sebbene una strada asfaltata conduca fino a 500 metri dalla sommità del colle. Anche il sentiero Schwarzwald-Schwäbische-Alb-Allgäu-Weg, noto anche come HW 5, gestito dalla Schwäbischer Albverein passa in prossimità della torre. L'area è inoltre attrezzata con panche e tavoli per picnic, due bracieri e un chiosco.
Dalla piattaforma di osservazione, raggiungibile dopo 108 scalini, si possono ammirare l'area boschiva di Stoccarda-Schönbuch e, nelle giornate limpide, anche la torre della televisione e la foresta dello Schurwald. Verso sud-est è possibile invece osservare la linea dell'Albtrauf tra il monte Jusi ed il Roßberg.
La proprietà della torre resta ancora oggi nelle mani dell'originale committente Schwäbischer Albverein, la cui bandiera viene esposta durante i fine settimana dal pennone fuoriuscente dalla torre occidentale.